# Centule III.
Centule III. od Bigorre (francuski: Centulle III de Bigorre; ? – 1178.) bio je grof Bigorre 1163. – 1178.
Nije nam poznato kada je rođen.
Otac mu je bio vikont Petar od Marsana. Petrova žena je bila grofica Beatrica II. od Bigorre, koja je rodila Centulea.
Centule je oženio Matelle de Baux, kćer Rajmonda od Bauxa i Štefanije Gevaudunske.
Kralj Aragonije Alfons II. Čedni dao je Aransku dolinu Centuleu 1170. te je Centule postao njegov vazal.
Centuleovo je jedino dijete bila njegova kći, grofica Štefanija Beatrica, majka Petronille.